# پیوند سیگما

پیوند سیگما بین دو اتم: چگالی الکترون در منطقه بین دو اتم متمرکز شده‌است.

اوربیتال‌های اتمی و مولکولی؛ پایین در وسط و چپ پیوند سیگما

پیوند سیگما σ bonds نیرومندترین گونه پیوند کووالانسی است. این پیوند در دوران حول محور پیوند متقارن است که با این تعریف این پیوند می‌تواند از اوربیتال‌های s+s، pz+pz، s+pz، dz2+dz2 (حرف z محور پیوند است) شکل گیرد.